# Deinoptila cazadora
Deinoptila cazadora là một loài bướm đêm trong họ Geometridae.